# SV Wilhelmshaven
Der SV Wilhelmshaven (offiziell: Sport-Verein Wilhelmshaven Germania 1905 e. V.) ist ein im niedersächsischen Wilhelmshaven beheimateter Fußballverein, dessen Wurzeln bis in das Jahr 1905 zurückreichen. Die Farben des 400 Mitglieder starken (Stand: 2008) Vereines sind Gelb und Rot. Bis zur Jahrtausendwende betrieb der Verein neben Fußball noch andere Sportarten. Die Fußballmannschaft trägt ihre Heimspiele im 1999 eröffneten städtischen Jadestadion aus, welches rund 7500 Zuschauer, davon 2200 auf Sitzplätzen, fasst. In der Saison 1990/91 gehörte der Verein zu den Gründungsmitgliedern der Frauen-Bundesliga, die Mannschaft stieg aber umgehend ab (→ Saisondetails). Die Frauenabteilung wurde 2000 aufgelöst und im April 2016 reaktiviert. Seit der Saison 2017/18 nimmt ein Frauenteam am Spielbetrieb der Kreisliga teil.

## Vereinsgeschichte

### Die Vorläufervereine
Der SV Wilhelmshaven entstand am 19. Juli 1972 durch die Fusion der Vereine Wilhelmshaven 05 und Germania Wilhelmshaven. Während die 05er durch zahlreiche Fusionsschritte entstanden ist finden sich in der Vereinsgeschichte der Germania einige Vereinsumbenennungen. Der erfolgreichere Stammverein war Wilhelmshaven 05.

#### Wilhelmshaven 05

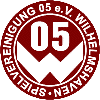
Wappen von Wilhelmshaven 05

Die Wurzeln des offiziell Spielvereinigung 05 Wilhelmshaven genannten Vereins gehen ins Jahr 1905 zurück, als in der Stadt zahlreiche Vereine gegründet wurden. Zu ihnen gehörten der FC Preußen Wilhelmshaven, der FC Wilhelmshaven und der FC Viktoria Wilhelmshaven, die ein Jahr später zum FC Deutschland Wilhelmshaven fusionierten. Sechs Jahre später schloss sich der 1908 gegründeten Heppensener BSV an. Im Frühjahr 1924 fusionierte der FC Deutschland mit dem VfB Wilhelmshaven zum Wilhelmshavener SV 06. Der VfB Wilhelmshaven wiederum wurde 1907 als Marine SC Wilhelmshaven gegründet und wurde zehn Jahre später Norddeutscher Vizemeister. Im Jahre 1919 erfolgte die Umbenennung in VfB. Am 25. September 1905 gründete sich ferner der FC Comet Rüstringen, der sich im Jahre 1916 in SV Comet Rüstringen umbenannte. Am 18. Juni 1921 spaltete sich der VfL 05 Rüstringen ab, der wiederum am 21. August 1939 mit dem Wilhelmshavener SV 06 zu Wilhelmshaven 05 fusionierte.
Sportlich gehörte der Marine SC zusammen mit der Frisia, dem ältesten Verein der Stadt, zu den spielstärksten Mannschaften der Region. In den 1920er Jahren standen die Wilhelmshavener Vereine zumeist im Schatten der Bremer Vereine Werder und ABTS, später auch in dem des BSV und zeitweise des VfB Komet. Der VfB Wilhelmshaven wurde im Jahre 1924 Vizemeister des Bezirks Weser/Jade und scheiterte in der ersten Runde der Norddeutschen Meisterschaft mit 0:4 an Eintracht Braunschweig.
Im Jahre 1939 wurde Wilhelmshaven 05 nach dem Rückzug von drei Militärsportvereinen in die erstklassige Gauliga Niedersachsen aufgenommen. Während des Zweiten Weltkrieges kamen Gastspieler wie Nationalspieler Paul Janes oder Karl Barufka nach Wilhelmshaven. 1943 wurden die 05er Meister der Gauliga Weser-Ems und scheiterten im Viertelfinale der deutschen Meisterschaft mit 1:4 am FC Schalke 04. In der Folgesaison konnte der Gaumeistertitel verteidigt werden. In der ersten Runde um die deutsche Meisterschaft besiegten die Wilhelmshavener Eintracht Braunschweig mit 2:1 nach Verlängerung. Im Achtelfinale traf 05 auf den Luftwaffen-Sportverein Hamburg. Hier endete das Spiel nach Verlängerung noch mit 1:1. Wilhelmshaven 05 musste sich aber im daraufhin fälligen Entscheidungsspiel klar mit 2:4 gegen den späteren Vizemeister geschlagen geben.
Nach dem Zweiten Weltkrieg wurde der Verein 1945 aufgelöst und erst 1952 neu gegründet. Im Jahre 1963 stiegen die 05er in die zweitklassige Amateuroberliga Niedersachsen-West auf und qualifizierten sich ein Jahr später für die neu geschaffene Landesliga Niedersachsen, aus der die Mannschaft 1968 abstieg.

#### Germania Wilhelmshaven

Wappen von Germania Wilhelmshaven

Die Geschichte von Germania Wilhelmshaven ist weitaus weniger kompliziert. Der Verein wurde am 8. März 1893 als Arbeiter-Turnverein Germania Wilhelmshaven gegründet und erhielt im Jahre 1911, ungewöhnlich früh für einen Verein der Arbeiterklasse, eine Fußballabteilung. Diese nahm am Spielbetrieb des Arbeiter-Turn- und Sportbundes (ATSB) teil und erreichte im Jahre 1922 die deutsche Meisterschaft, wo die Mannschaft in der ersten Runde am BV Kassel 06 scheiterte. Nach der Machtübernahme der Nationalsozialisten wurde der ATV Germania verboten und als TV Adler Wilhelmshaven neu gegründet.
Nach Kriegsende wurde aus dem TV Adler der TSV Germania Wilhelmshaven, der 1957 in die zweitklassige Amateuroberliga Niedersachsen-West aufstieg und bis zur Auflösung der Liga 1964 in dieser Klasse antrat. Im Jahre 1966 gelang mit dem Aufstieg in die Landesliga nochmal der Sprung ins niedersächsische Oberhaus, ehe die Germania nach drei Abstiegen in Folge bis in die Bezirksklasse abrutschte.

### Nach der Fusion

#### 1972 bis 1992
| Saison                                | Liga                 | Level | Platz | Tore  | Punkte |
| ------------------------------------- | -------------------- | ----- | ----- | ----- | ------ |
| 1972/73                               | Verbandsliga Nord    | IV    | 7.    | 70:62 | 33:27  |
| 1973/74                               | Verbandsliga Nord    | IV    | 09.   | 53:63 | 30:30  |
| 1974/75                               | Verbandsliga Nord    | V     | 11.   | 46:52 | 26:34  |
| 1975/76                               | Verbandsliga Nord    | V     | 12.   | 33:59 | 26:34  |
| 1976/77                               | Verbandsliga Nord    | V     | 16.   | 31:70 | 14:46  |
| 1977/78                               | Bezirksliga W/E 1    | VI    | 05.   | 64:52 | 34:26  |
| 1978/79                               | Bezirksliga W/E 1    | VI    | 06.   | 67:48 | 36:24  |
| 1979/80                               | Bezirksliga W/E-Nord | VII   | 01.   | 91:19 | 56:08  |
| 1980/81                               | Bezirksoberliga W/E  | VI    | 01.   | 87:29 | 53:07  |
| 1981/82                               | Landesliga West      | V     | 04.   | 69:46 | 35:25  |
| 1982/83                               | Landesliga West      | V     | 04.   | 56:42 | 34:26  |
| 1983/84                               | Landesliga West      | V     | 02.   | 83:36 | 47:13  |
| 1984/85                               | Landesliga West      | V     | 08.   | 53:46 | 32:28  |
| 1985/86                               | Landesliga West      | V     | 04.   | 39:27 | 37:23  |
| 1986/87                               | Landesliga West      | V     | 13.   | 36:59 | 23:37  |
| 1987/88                               | Landesliga West      | V     | 06.   | 35:38 | 29:31  |
| 1988/89                               | Landesliga West      | V     | 06.   | 39:41 | 30:30  |
| 1989/90                               | Landesliga West      | V     | 02.   | 63:32 | 44:16  |
| 1990/91                               | Verbandsliga Nds.    | IV    | 15.   | 36:49 | 25:35  |
| 1991/92                               | Landesliga West      | V     | 02.   | 72:31 | 46:14  |
| W/E = Weser/Ems, Nds. = Niedersachsen |                      |       |       |       |        |

Bei seiner Gründung hatte der SV Wilhelmshaven mehr als 3000 Mitglieder, stand sportlich aber im Schatten des in der zweitklassigen Regionalliga Nord spielenden TSR Olympia Wilhelmshaven. Der SVW kam in der seinerzeit viertklassigen Verbandsliga Nord nicht über Mittelfeldpositionen hinaus und stieg im Jahre 1977 in die Bezirksliga 1 ab.
Dafür erzielte der Verein im Nachwuchsbereich einige Erfolge. So gewann die A-Jugend im Jahre 1979 den norddeutschen Pokal. Nachdem die Nachwuchsspieler in die erste Mannschaft aufrückten sicherten sich die Wilhelmshavener ein Jahr später die Meisterschaft der Bezirksliga Weser/Ems-Nord. In der nächsten Saison sicherte sich die Mannschaft ungeschlagen den Durchmarsch in die Landesliga West. Dabei waren die Wilhelmshavener allerdings auf Schützenhilfe des TuS Haste 01 angewiesen, die am letzten Spieltag den SV Bad Bentheim schlugen.
Die Wilhelmshavener konnten sich schnell in der Landesliga West etablieren und wurden im Jahre 1984 Vizemeister hinter dem TuS Lingen. Fünf Jahre später traf der SVW erstmals auf den TSR Olympia, der gerade zweimal in Folge abgestiegen war. Während Olympia nur mit Mühe einen weiteren Abstieg verhindern konnte, wurde der SV Vizemeister hinter den Amateuren von Hannover 96. Durch einen 3:2-Sieg über Rot-Weiß Steterburg gelang der Aufstieg in die Verbandsliga Niedersachsen. Der Klassenerhalt wurde aufgrund des schlechteren Torverhältnis gegenüber dem VfV Hildesheim verpasst.
Zwischenzeitlich verhandelten der SVW und Olympia über eine mögliche Fusion. Diese scheiterte daran, dass die Olympia-Verantwortlichen nicht damit einverstanden waren, dass der SVW die Führungsrolle im neuen Verein übernehmen sollte. Schließlich einigten sich beide Vereine auf eine auf fünf Jahre befristete Zusammenarbeit. Die erste Mannschaft sollte als Wilhelmshaven 92 antreten, während Olympia seine erste Mannschaft in die 1. Kreisklasse zurückzog. Schon nach kurzer Zeit trat die gemeinsame Mannschaft wieder als SV Wilhelmshaven an und wurde Vizemeister der Landesliga West hinter dem BV Cloppenburg. Durch einen 3:2-Sieg nach Verlängerung über den SV Südharz gelang der direkte Wiederaufstieg.

#### 1992 bis 2001
| Saison               | Liga              | Level | Platz | Tore  | Punkte |
| -------------------- | ----------------- | ----- | ----- | ----- | ------ |
| 1992/93              | Verbandsliga Nds. | IV    | 03.   | 72:39 | 42:22  |
| 1993/94              | Verbandsliga Nds. | IV    | 01.   | 93:30 | 59:13  |
| 1994/95              | Regionalliga Nord | III   | 09.   | 63:53 | 34:34  |
| 1995/96              | Regionalliga Nord | III   | 10.   | 40:40 | 43     |
| 1996/97              | Regionalliga Nord | III   | 13.   | 35:58 | 35     |
| 1997/98              | Regionalliga Nord | III   | 09.   | 47:56 | 42     |
| 1998/99              | Regionalliga Nord | III   | 07.   | 53:50 | 49     |
| 1999/2000            | Regionalliga Nord | III   | 04.   | 62:38 | 68     |
| 2000/01              | Regionalliga Nord | III   | 10.   | 55:55 | 48     |
| Nds. = Niedersachsen |                   |       |       |       |        |

Mit der Verpflichtung des ehemaligen Bundesligatrainers Wolf Werner sorgte der Verein bundesweit für Aufsehen. Als Tabellendritter zog die Mannschaft in die Aufstiegsrunde zur Oberliga Nord ein, belegte dort jedoch nur den dritten Platz. Ein Jahr später wurde die durch Ex-Profis wie Reinhold Tattermusch und Thorsten Schlumberger verstärkte Mannschaft Niedersachsenmeister und schaffte durch die Ligenreform den Aufstieg in die Regionalliga Nord.
In der Aufstiegssaison 1994/95 erreicht der SVW Platz neun. Großen Anteil am Erfolg hatte Christian Claaßen, der mit 26 Saisontoren Torschützenkönig der Regionalliga Nord wurde. Claaßen wechselte daraufhin zum Hamburger SV. In den folgenden Jahren kam die Mannschaft trotz unzähliger Trainer- und Spielerwechsel nicht über Mittelfeldpositionen hinaus. Im Mai 1998 musste der Verein das Stadion an der Friedenstraße verlassen, nachdem das Grundstück als Bauland ausgewiesen wurde. Übergangsweise musste der SVW auf dem Marinesportplatz am Fortifikationsweg antreten.
Am 1. August 1999 zogen die Wilhelmshavener schließlich in das neu gebaute städtische Jadestadion im Sportforum um und sorgten mit der Verpflichtung des litauischen Nationalspielers Valdas Ivanauskas für Aufsehen. Als Tabellenvierter qualifizierte sich der SVW für die zweigleisige Regionalliga und verzeichnete mit 3.845 Zuschauern im Schnitt einen bis heute gültigen Zuschauerrekord. Hinter den Kulissen gab es in der Saison reichlich Unruhe. Im Dezember 1999 beschwerten sich die Spieler über ausstehende Gehaltszahlungen, ehe im Frühjahr 2000 gar die Insolvenz drohte.
Zwischenzeitlich hatten die Mitglieder der anderen Abteilungen den SV Concordia Wilhelmshaven gegründet, während die Fußballabteilungen des SVW und von Olympia zum SV Olympia Wilhelmshaven fusionieren sollten. Die Mitglieder beider Vereine stimmten zu, doch leistete man sich verfahrenstechnische Fehler, die zur Ablehnung der Fusion durch den Verband führten. Seinerzeit war der SVW mit rund 1,5 Millionen Mark verschuldet, was der Verein vor allem auf „die teure und unrentable Tennis- und Squashanlage“ führte.
In der Saison 2000/01 erreichte die Mannschaft trotz der widrigen Umstände Platz zehn, begrüßte aber trotz namhafter Gegner wie Fortuna Düsseldorf und Rot-Weiss Essen nur noch im Schnitt 1.200 Zuschauer. Erst fünf Minuten vor Fristablauf konnte der Verein die für die Lizenzerteilung nötigen Unterlagen beim DFB einreichen. Da sich das Faxgerät sperrte, erreichte die letzte Seite erst nach Fristablauf die DFB-Zentrale in Frankfurt am Main, woraufhin dem SVW die Lizenz verweigert wurde. Der damalige Vereinsvorsitzende Hans Bösken gab Jahre später jedoch zu, dass das Faxgerät keine Störung gehabt habe. Grund für das verspätete Fax war laut Bösken, dass Vorstandsmitglieder, Sponsoren und Wirtschaftsvertreter zu lange über die vom DFB geforderte Bürgschaft in Höhe von 500.000 DM debattiert hatten.

#### 2001 bis 2014
| Saison                            | Liga              | Level | Platz | Tore  | Punkte |
| --------------------------------- | ----------------- | ----- | ----- | ----- | ------ |
| 2001/02                           | Oberliga Nds./HB  | IV    | 03.   | 61:35 | 67     |
| 2002/03                           | Oberliga Nds./HB  | IV    | 03.   | 68:41 | 66     |
| 2003/04                           | Oberliga Nds./HB  | IV    | 03.   | 78:35 | 72     |
| 2004/05                           | Oberliga Nord     | IV    | 02.   | 85:33 | 75     |
| 2005/06                           | Oberliga Nord     | IV    | 01.   | 91:39 | 79     |
| 2006/07                           | Regionalliga Nord | III   | 19.   | 40:69 | 30     |
| 2007/08                           | Oberliga Nord     | IV    | 03.   | 73:38 | 65     |
| 2008/09                           | Regionalliga Nord | IV    | 11.   | 45:52 | 43     |
| 2009/10                           | Regionalliga Nord | IV    | 14.   | 45:59 | 39     |
| 2010/11                           | Regionalliga Nord | IV    | 13.   | 48:61 | 41     |
| 2011/12                           | Regionalliga Nord | IV    | 13.   | 57:64 | 37     |
| 2012/13                           | Regionalliga Nord | IV    | 16.   | 35:49 | 27     |
| 2013/14                           | Regionalliga Nord | IV    | 16.   | 38:58 | 33     |
| Nds. = Niedersachsen, HB = Bremen |                   |       |       |       |        |

Nach dem Zwangsabstieg gehörte der SVW zu den Spitzenmannschaften der Oberliga Niedersachsen-Bremen, ohne jedoch ernsthaft um die Meisterschaft mitzuspielen. Ab der Saison 2002/03 wurde der Verein durch Albert Sprehe und dessen Unternehmensgruppe der Fleischindustrie Sprehe-Gruppe finanziell unterstützt, der zuvor schon mit dem BV Cloppenburg und dem VfB Oldenburg vergeblich versucht hatte, in den Profifußball aufzusteigen. Als Tabellendritter der Saison 2003/04 qualifizierten sich die Wilhelmshavener für die wieder eingeführte eingleisige Oberliga Nord. In der Saison 2004/05 spielte der SVW lange Zeit um die Meisterschaft mit, ehe eine 0:1-Niederlage beim HSV Barmbek-Uhlenhorst zur Vorentscheidung für den späteren Meister Kickers Emden brachte. Ein Jahr später sicherte sich die Mannschaft die Meisterschaft und den Aufstieg in die Regionalliga Nord.
Hier waren die Wilhelmshavener jedoch chancenlos und stiegen als Tabellenletzter wieder in die Oberliga ab. Dafür gewann die Mannschaft erstmals den Niedersachsenpokal. Dort ging es in der Saison 2007/08 um die Qualifikation für die neu geschaffene dreigleisige Regionalliga. Als Tabellendritter hinter Holstein Kiel und Altona 93 gelang die Qualifikation. In der Regionalliga reichte es bislang nur zu Mittelfeldpositionen bzw. Abstiegskampf. Im Jahre 2010 gewann die Mannschaft erneut den Niedersachsenpokal durch einen 6:4-Sieg nach Elfmeterschießen gegen den VfL Osnabrück. Nach regulärer Spielzeit stand es 2:2.
Aufgrund ausgebliebener Ausbildungsentschädigungen im Zusammenhang mit dem ehemaligen Spieler Sergio Sagarzazu wurden dem SVW in der Saison 2011/12 durch eine Entscheidung der FIFA-Disziplinarkommission sechs Punkte abgezogen. Der Verein zweifelte die Rechtmäßigkeit der Entschädigungen an und ging juristisch gegen die Forderungen an. Da bis zum Beginn der Saison 2012/13 keine Einigkeit erzielt werden konnte, wurden dem SV Wilhelmshaven wegen derselben ausstehenden Entschädigungszahlungen erneut sechs Punkte abgezogen. In der Saison 2012/13 wurde der SV Wilhelmshaven unter anderem durch den Punktabzug Tabellensechzehnter und wäre damit in die sechstklassige Landesliga Weser/Ems abgestiegen, da der Verein keine Lizenz für die Oberliga Niedersachsen beantragt hatte. Der Verbleib in der Regionalliga Nord wurde nur erreicht, da sich Holstein Kiel als Meister der Regionalliga Nord in den Aufstiegsspielen zur 3. Liga durchsetzen konnte und aufstieg.
Am 19. Juni 2013 wurden Farat Toku als neuer Trainer und Reinhold Fanz als neuer Sportlicher Leiter vorgestellt. Beide waren zuvor im Trainergespann des Wuppertaler SV tätig. Am 8. November 2013 wurde bekannt, dass der SV Wilhelmshaven zum Saisonende 2013/14 zwangsweise absteigen muss. Grund ist die Nichtbezahlung einer Ausbildungsentschädigung für Sergio Sagarzazu an dessen frühere Clubs Atlético River Plate und Atlético Excursionistas. Diese Entscheidung des Weltverbandes FIFA ist nach Angaben des Deutschen Fußball-Bundes (DFB) rechtskräftig. Auch der Internationale Sportgerichtshof CAS habe das Urteil bestätigt, hieß es in einer DFB-Mitteilung. Der deutsche Dachverband hat die „verpflichtende Vollstreckung“ dieses Urteils an den Norddeutschen Fußball-Verband (NFV) übertragen. Gegen die FIFA-Entscheidung ging der SV Wilhelmshaven vor, scheiterte jedoch am Landgericht Bremen, welches den Zwangsabstieg bestätigte. Eine in der Folge von Vereinsseite angestrengte Schadensersatzklage wurde in erster Instanz durch das Landgericht Bremen mit Urteil vom 24. Februar 2023 abgewiesen. Auch die Berufung vor dem Oberlandesgericht Bremen und die Nichtzulassungsbeschwerde vor dem Bundesgerichtshof hatten keinen Erfolg.

#### Seit 2014
| Saison  | Liga                     | Level | Platz      | Tore       | Punkte     |
| ------- | ------------------------ | ----- | ---------- | ---------- | ---------- |
| 2014/15 | Landesliga Weser/Ems     | VI    | 04.        | 54:40      | 62         |
| 2015/16 | Landesliga Weser/Ems     | VI    | 16.        | 38:75      | 28         |
| 2016/17 | Bezirksliga Weser/Ems 2  | VII   | 03.        | 75:25      | 64         |
| 2017/18 | Bezirksliga Weser/Ems 2  | VII   | 09.        | 53:41      | 44         |
| 2018/19 | Bezirksliga Weser/Ems 2  | VII   | 06.        | 54:43      | 50         |
| 2019/20 | Bezirksliga Weser/Ems 2  | VII   | 02.        | 52:36      | 38         |
| 2020/21 | Bezirksliga Weser/Ems 2A | VII   | annulliert | annulliert | annulliert |
| 2021/22 | Bezirksliga Weser/Ems 2A | VII   | 01.        | 33:14      | 30         |
| 2021/22 | Aufstiegsrunde           | VII   | 01.        | 34:13      | 36         |
| 2022/23 | Landesliga Weser/Ems     | VI    | 03.        | 62:46      | 62         |
| 2023/24 | Landesliga Weser/Ems     | VI    | 01.        | 67:27      | 71         |
| 2024/25 | Oberliga Niedersachsen   | V     | 11.        | 46:51      | 45         |

Da dem SV Wilhelmshaven aus wirtschaftlichen Gründen keine Lizenz für die Oberliga Niedersachsen erteilt wurde, startete der Verein in der Saison 2014/15 in der sechstklassigen Landesliga Weser-Ems. Am 30. Dezember 2014 gab das Hanseatische Oberlandesgericht in Bremen einer Klage des Vereins gegen den Norddeutschen Fußball-Verband statt, welcher auf Anweisung der FIFA den Zwangsabstieg der Wilhelmshavener angeordnet hatte. Die Nichtzahlung einer Ausbildungsentschädigung reiche für solch eine Maßnahme nicht, so die schriftliche Urteilsbegründung. Sportlich ging die Talfahrt des Vereins weiter und führte die Wilhelmshavener im Jahre 2016 zum Abstieg in die Bezirksliga.
Am 20. September 2016 entschied der Bundesgerichtshof, dass der Zwangsabstieg aufgrund fehlender Regelungen in der Vereinssatzung des Norddeutschen Fußball-Verband nicht gerechtfertigt war. Der Verein bemühte sich um die Wiedereingliederung in die Regionalliga und eine Entschädigung, DFB und NFV haben dies aber verweigert, so dass der SV Wilhelmshaven am 18. Januar 2017 Klage vor dem Landgericht Bremen erhoben hat. Das Landgericht wies die Klage im April 2018 zurück, weil „der SVW nicht nachweisen könne, dass er den Ligaverbleib ohne den Zwangsabstieg geschafft hätte“. Dieses Urteil wurde zunächst vom Oberlandesgericht Bremen und später vom Bundesgerichtshof bestätigt.
In den Jahren 2014 und 2015 fand am Landgericht Bielefeld ein Steuerhinterziehungsverfahren statt. Anlass für das Gerichtsverfahren waren Erkenntnisse der Bielefelder Schwerpunktstaatsanwaltschaft für Wirtschaftskriminalität, wonach zwischen den Jahren 2003 und 2008 Gehaltszahlungen beim SV Wilhelmshaven sowie beim FC Schüttorf 09, beide mit der Sprehe-Gruppe als Sponsor, über eine Tochterfirma der Sprehe-Gruppe abgewickelt und dort nicht als Gehälter, sondern als Betriebsausgaben verbucht worden seien. Laut Anklage sei dabei ein Steuerschaden von 1,8 Millionen Euro entstanden. Angeklagt wurden die Geschäftsführer der Sprehe-Gruppe, Albert und Paul Sprehe, sowie der damals verantwortliche Vorsitzende und die stellvertretende Vorsitzende des SV Wilhelmshaven. Das Gerichtsverfahren wurde gegen Zahlung einer Geldauflage in Höhe von 2,7 Millionen Euro für Albert und Paul Sprehe eingestellt.
Im Jahre 2022 gelang der Wiederaufstieg in die Landesliga, wo sich der Aufwärtstrend der Wilhelmshavener fortsetzte. Nach einem dritten Platz in der Saison 2023/24 gelang ein Jahr später der Aufstieg in die Oberliga Niedersachsen.

#### Der SVW im DFB-Pokal
Der SV Wilhelmshaven konnte sich bislang fünfmal für den DFB-Pokal qualifizieren. Bei der ersten Teilnahme im Jahre 1980 schied die Mannschaft in der ersten Runde nach einer 1:4-Niederlage beim Bundesligisten VfL Bochum aus. Erst 2007 konnte sich der SV Wilhelmshaven zum zweiten Mal qualifizieren und verlor in Runde eins gegen den 1. FC Kaiserslautern mit 0:4. 2010 unterlag man ebenfalls in der ersten Runde und ebenfalls 0:4 Eintracht Frankfurt. Zwei Jahre später gewann der FC Augsburg die Erstrundenpartie in Wilhelmshaven vergleichsweise glücklich mit 2:0. Die fünfte Teilnahme gelang dem SVW 2013. Erstrundengegner im ausverkauften Stadion war der Champions-League-Finalist Borussia Dortmund, dem man 70 Minuten lang ein 0:0 abtrotzte, aber am Ende mit 0:3 unterlag.

## Titel und Erfolge
- Meister der Oberliga Nord: 2006
- Niedersachsenpokalsieger: 2007, 2010
- Bezirkspokalsieger Weser-Ems: 1980

## Persönlichkeiten

### Ehemalige Spieler
- Mike Barten
- Cyrille Florent Bella
- Manfred Bender
- Heiko Bonan
- Steffen Bury
- Luc-Arsène Diamesso
- Daniel Farke
- Valdas Ivanauskas
- Paweł Kryszałowicz
- Frank Löning
- Leonardo Manzi
- Phil Ofosu-Ayeh
- Steffen Puttkammer
- Dirk Schuster
- Kay Stisi
- Marcus Storey

### Trainerhistorie
- 1979–1989: Rainer Lückemann
- 1989–1991:
- 1992–1996: Wolf Werner
- 1996 – Sep. 1996: Mohammed Amiq
- Sep. – Dez. 1996: Gerd Roggensack
- Dez. 1996 – Okt. 1997: Hans-Hermann Mindermann
- Okt. 1997 – Feb. 1998: Reinhold Tattermusch
- Feb. 1998 – Okt. 1999: Hubert Hüring
- Okt. 1999–2002: Hans-Werner Moors
- 2002 – Apr. 2007: Wolfgang Steinbach
- Apr.–Sep. 2007: Kay Stisi
- Sep. 2007 – Sep. 2008: Predrag Uzelac
- Sep. 2008 – Apr. 2009: Boris Ekmeščić
- Apr. 2009–2011: Wolfgang Steinbach
- Jul. 2011–2013: Christian Neidhart
- 2013–2014: Farat Toku
- 2014–2015: Dario Fossi
- 2015–2016: George Alhassan / Norbert Herrmann
- 2016–2017: Lars Klümper
- 2017 – 2018: Andreas Tekker
- 2018: Rainer Hottopp
- 2018–2019: Maik Stolzenberger
- 2019: Sven Glöckner
- seit 2020: Lars Klümper

## Stadien

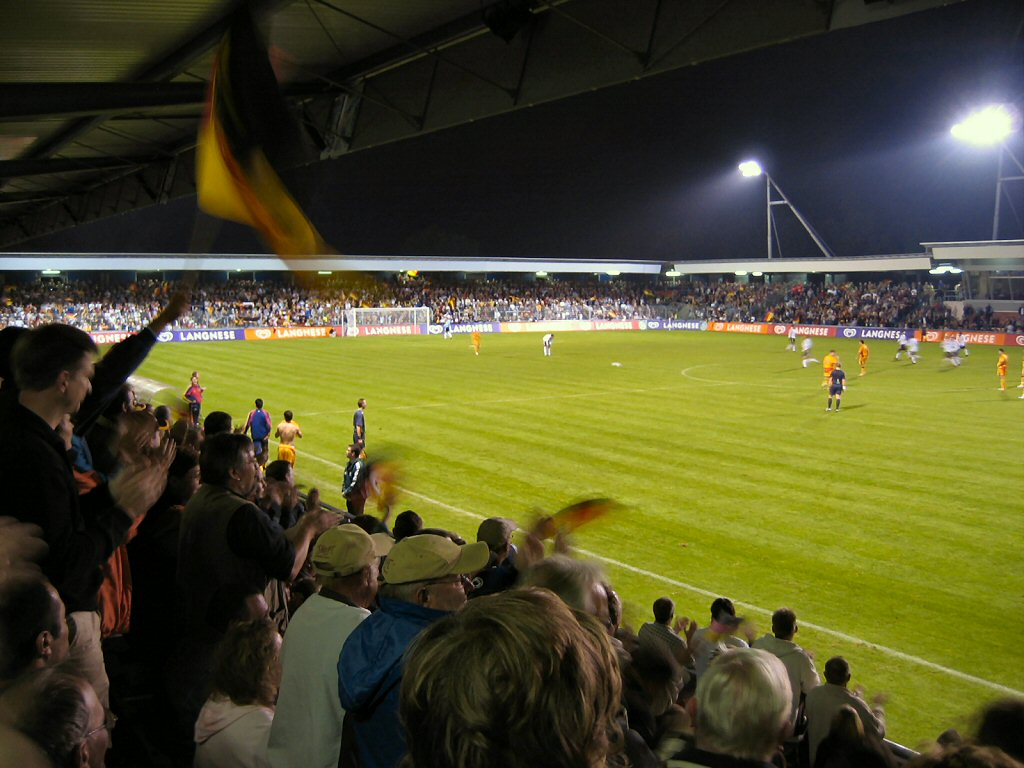
Das Jadestadion während eines U21 Länderspieles

Heimspielstätte des SV Wilhelmshaven ist das im Jahre 1999 erbaute Jadestadion im Stadtteil Rüstringer Stadtpark. Das Stadion hat ein Fassungsvermögen von 7500 Plätzen, davon sind 2200 Sitzplätze. Bis auf etwa 2000 Stehplätze für Gästefans sind alle Plätze im Stadion überdacht. Das Jadestadion ist ein reines Fußballstadion ohne eine das Spielfeld umgebende Laufbahn. Eigentümer des Stadions ist die Stadt Wilhelmshaven.
Zuvor spielte der SV Wilhelmshaven von 1972 bis 1998 im Stadion an der Friedenstraße im Stadtteil Heppens. Das Gelände wurde im Jahre 1995 als Bauland ausgewiesen und wurde im Mai 1998 abgerissen. In der Saison 1998/99 trug die Mannschaft ihre Heimspiele vorübergehend auf dem Marinesportplatz an der Freiligrathstraße aus. Bereits der Vorgängerverein Wilhelmshaven 05 spielte am Marinesportplatz.

## Frauenfußball
Die Frauenfußballabteilung des SV Wilhelmshaven wurde vom Stammverein Wilhelmshaven 05 eingebracht. Nach vielen Jahren in unteren Spielklassen gelang 1989 der Aufstieg in die damals erstklassige Oberliga Nord, wo der SVW auf Anhieb Vizemeister hinter dem VfR Eintracht Wolfsburg wurde. Mit dem zweiten Platz qualifizierte sich die Mannschaft für die neu geschaffene Bundesliga. Dort erwischte die Mannschaft einen hervorragenden Start und schlug am ersten Spieltag den 1. FC Neukölln mit 6:1. Iris Taaken erzielte dabei in der ersten Minute das erste Tor der Wilhelmshavener Bundesligageschichte. Über Jahre bestand auch die Ansicht, dies sei das erste Bundesligator überhaupt gewesen, bis eine journalistische Recherche im Jahr 2020 ergab, dass hier von falschen Voraussetzungen ausgegangen war, da das Wilhelmshavener Spiel an jenem Tag erst um 14 Uhr begonnen hatte, drei weitere Spiele, in denen auch Tore fielen, jedoch bereits um 11 Uhr.
Am Saisonende fehlte der Mannschaft ein Punkt auf einen Nichtabstiegsplatz. Als Vizemeister der folgenden Spielzeit unterlag die Mannschaft im Qualifikationsspiel zur Aufstiegsrunde dem späteren Europapokalsieger FC Rumeln-Kaldenhausen. Im Jahre 1994 wurde Claudia Lübbers im Alter von 16 Jahren und 99 Tagen die jüngste deutsche Nationalspielerin und -torschützin. Nach der Saison 1999/2000 wurde die Abteilung aufgelöst. 2016 wurde wieder eine Frauenmannschaft gegründet. Ihren ersten Einsatz hatte das neuformierte Team in der Winterhallenrunde 2016/17.